# Frumoșii nebuni ai marilor orașe (roman)
Frumoșii nebuni ai marilor orașe, subintitulat Fals tratat despre iubire, este un roman scris de Fănuș Neagu și publicat pentru prima oară în anul 1976 de Editura Eminescu din București.

## Personaje
- cântărețul Radu Zăvoianu
- poetul Cornel Ramințki
- fotbalistul Ed Valdara
- actrița Asta Dragomirescu, iubita lui Zăvoianu